# Котл (округ)
Округ Котл (англ. Cottle County) расположен в США, штате Техас. Официально образован в 1892 году и назван в честь Джорджа Коттла — солдата Техасской революции, погибшего в битве за Аламо. По состоянию на 2000 год, численность населения составляла 1904 человек. Окружным центром является город Падьюка, где и проживает большинство населения.
Округ Котл входит в число 46 округов Техаса с действующим сухим законом или ограничениями на продажу спиртных напитков.

## География
По данным Бюро переписи США, общая площадь округа равняется 2335 км², из которых 1801 км² суша и 1 км² или 0,05% это водоемы.

### Соседние округа
- Кинг (юг)
- Мотли (запад)
- Форд (восток)
- Хардемен (северо-восток)
- Холл (северо-запад)
- Чилдресс (север)

## Демография
По данным переписи населения 2000 года в округе проживало 1904 жителей, в составе 820 хозяйств и 550 семей. Плотность населения была 1 человек на 1 квадратный километр. Насчитывалось 1088 жилых домов, при плотности покрытия 1 постройка на 1 квадратную милю. Расовый состав населения был 81,46% белых, 9,87% чёрных или афроамериканцев, 7,2% прочих рас, и 1,47% представители двух или более рас. 18,91% населения являлись испаноязычными или латиноамериканцами.
Из 820 хозяйств 28% воспитывали детей возрастом до 18 лет, 53,9% супружеских пар живших вместе, в 10,6% семей женщины проживали без мужей, 32,9% не имели семей. На момент переписи 32% от общего количества жили самостоятельно, 20,9% лица старше 65 лет, жившие в одиночку. В среднем на каждое хозяйство приходилось 2,28 человека, среднестатистический размер семьи составлял 2,84 человека.
Показатели по возрастным категориям в округе были следующие: 23,9% жители до 18 лет, 5,7% от 18 до 24 лет, 21,5% от 25 до 44 лет, 23,3% от 45 до 64 лет, и 25,6% старше 65 лет. Средний возраст составлял 41 год. На каждых 100 женщин приходилось 89,4 мужчин. На каждых 100 женщин в возрасте 18 лет и старше приходилось 85,2 мужчины.
Средний доход на хозяйство в округе составлял 25 446 $, на семью — 33 036 $. Среднестатистический заработок мужчины был 24 375 $ против 16 667 $ для женщины. Доход на душу населения был 16 212 $. Около 13,7% семей и 18,4% общего населения находились ниже черты бедности. Среди них было 28,4% тех кому ещё не исполнилось 18 лет, и 16% тех кому было уже больше 65 лет.

## Населённые пункты

### Города
- Падьюка
- Си-Ви

### Заброшенные населённые пункты
- Нарциссо

## Политическая ориентация
На президентских выборах 2008 года Джон Маккейн получил 72,2% голосов избирателей против 26,52% у демократа Барака Обамы.
В Техасской палате представителей округ Котл числится в составе 68-го района. Интересы округа представляет республиканец Дрю Спрингер из Манстера.

## Образование
Образовательную систему округа составляют следующие учреждения:
- школьный округ Падьюка[5]